# Büste des Eutropios
Als Büste des Eutropios wird eine spätantike Porträtbüste aus Ephesos bezeichnet, die sich heute im Kunsthistorischen Museum in Wien befindet.

## Beschreibung
Die Büste ist an der Nase, der rechten Gesichtshälfte und dem Nacken beschädigt. Die erhaltene linke Schulter zeigt Überreste eines Gewands. Der unterlebensgroße Kopf ist langgezogen und zeigt einen erwachsenen, wohl älteren Mann mit Bart und dünnem Gesicht. Auffällig sind die eingesunkenen Wangen und die herabhängenden Mundwinkel. Auf der Spitze des Kopfes finden sich zwei Dübellöcher, von denen eines mit Eisen verfüllt ist.

## Fundkontext und Identifikation

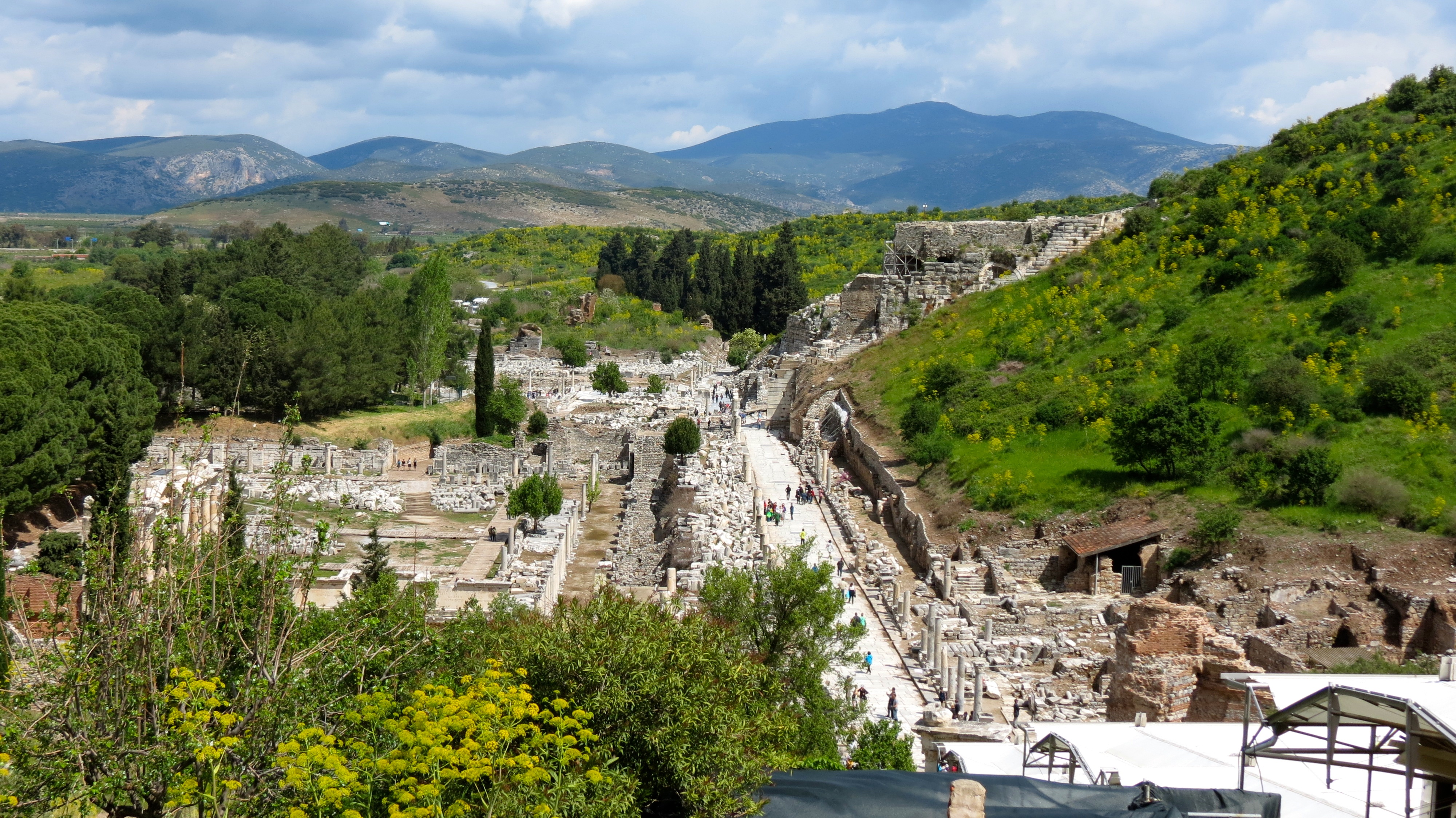
Die Marmorstraße in Ephesos (rechts) mit dem Theater im Hintergrund (in den Hügel eingebettet). Hier wurden Büste und Konsole gefunden.

Die 30,5 Zentimeter hohe Büste aus Marmor wurde bei den österreichischen Ausgrabungen am Nordende der sogenannten Marmorstraße in Ephesos vor 1906 gefunden. Ein erster publizierter Hinweis findet sich in einem Ausstellungskatalog von 1916; zu diesem Zeitpunkt war die Büste im Wiener Schloss Belvedere ausgestellt. Sie war unter Schutt von der eingestürzten Südmauer des Theaters von Ephesos begraben und lag auf der Marmorstraße. Auf einer 1905 oder 1906 in der unmittelbaren Nähe gefundenen ebenfalls marmornen Konsole fand sich eine griechische Inschrift mit dem Namen Eutropios (altgriechisch Εὐτρόπιος). Die Büste stand wahrscheinlich auf der Konsole, die über eine Einlassung mit Gusskanal auf der Oberseite verfügt. Die Inschrift lautet übersetzt: „Diesen kleinen Dank für Deine Mühen, die Du auch nachts wachend gern auf Dich nahmest, hast Du erhalten, Eutropios, glänzender Spross des hochheiligen Ephesos, weil Du die Vaterstadt mit Straßen geschmückt hast, die schön mit Steinen gepflastert sind.“
Die Büste wurde nach dem Namen in der Inschrift benannt. Wer dieser Eutropios genau war, ist unbekannt. Nach der Inschrift war er aus Ephesos gebürtig und dort Stifter eines marmornen Straßenbodens. Die in der Inschrift genannten Tätigkeiten gehörten zu den Kernaufgaben spätantiker Statthalter und die schlaflosen Nächte zu den gängigen Topoi bei Ehrungen hoher Beamter. Eutropios war deshalb vermutlich Statthalter (Prokonsul) der Provinz Asia, die in Ephesos ihren Sitz hatte. Das Kreuz am Anfang der Inschrift zeigt außerdem, dass er Christ war. Aus anderen Quellen ist bisher nur ein weiterer Eutropios als Prokonsul von Asia bezeugt: Eutropius, der sich auch als Historiker hervortat und 371/372 proconsul Asiae war. Allerdings stammte er nicht aus Ephesos; außerdem wird die Büste vor allem aus stilistischen Gründen ins 5., nicht ins 4. Jahrhundert datiert.
Aus stilistischen Gründen wird die Büste in die Mitte oder die 2. Hälfte des 5. Jahrhunderts datiert. Ihr lassen sich weitere verwandte Köpfe anschließen. Wegen ihrer Zusammengehörigkeit kann angenommen werden, dass die ganze Gruppe vermutlich direkt aus ephesischen Werkstätten stammte.